# Лусакн
Лусакн (вірм. Լուսակն) — село в марзі Арагацотн, на заході Вірменії.